# Atlas (cartografía)

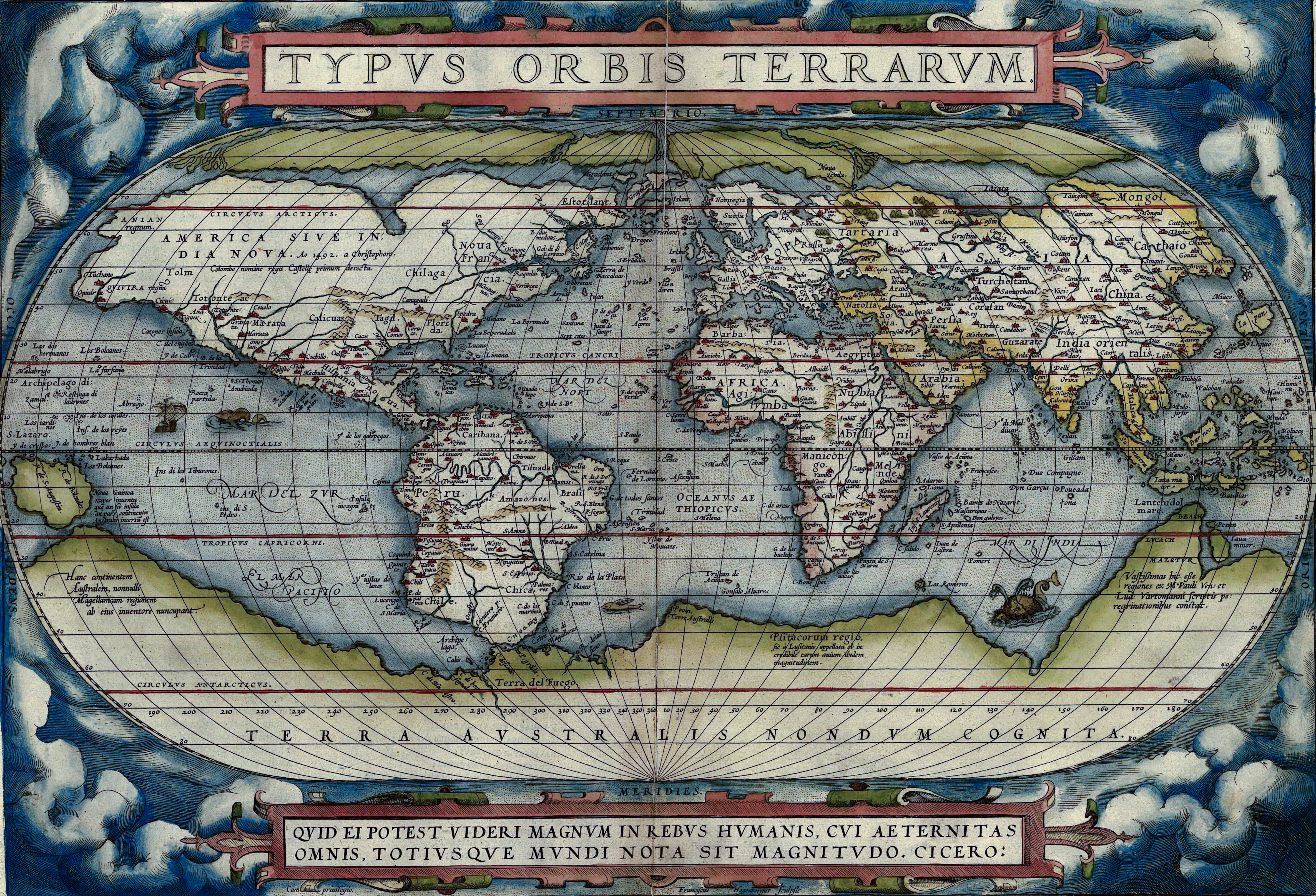
Mapamundi de Abraham Ortelius publicado dentro del Theatrum Orbis Terrarum (1570), uno de los primeros atlas impresos.

Un atlas es una colección sistemática de mapas de diversa índole que contiene una capitulación de distintos temas de conocimiento como la geografía física, la situación socioeconómica, religiosa y política de un territorio concreto. Presentan típicamente mapas de la Tierra o de una región de la Tierra, aunque hay atlas de otros planetas (y sus satélites) en el Sistema Solar. Además, existen atlas de anatomía, trazando órganos del cuerpo humano u otros organismos. Los atlas se han presentado tradicionalmente en forma de libros, pero hay muchos atlas en formatos multimediales. Además de presentar rasgos geográficos y fronteras políticas, muchos atlas suelen presentar estadísticas geopolíticas, sociales, religiosas y económicas. También tienen información sobre el mapa y lugares en el mismo.
Un Atlas Nacional constituye una síntesis de la realidad física, social y económica de un país, por lo que reúne toda la información geográfica necesaria para una adecuada toma de decisiones, tanto públicas como particulares. Sin embargo, es mucho más que eso: es un compendio del conocimiento sobre el territorio, sobre las modificaciones que la actividad humana ha producido en él y sobre las relaciones entre la inteligencia, la voluntad y la naturaleza. [cita requerida] En todo caso, es una exposición rigurosa y objetiva que describe con criterio científico el relieve, el clima, las ciudades y sus habitantes, y la distribución de los recursos; en definitiva es un espejo del país. [cita requerida]
El término atlas proviene de la mitología griega en la que Atlas o Atlante (en griego antiguo ‘el portador’) era un joven titán al que Zeus condenó a cargar sobre sus hombros los pilares que mantenían la tierra separada de los cielos. Sin embargo, según explicaba Gerard Mercator al frente de su propio Atlas de 1602, el nombre aludía no al personaje mitológico sino a la cordillera, y a un rey y astrólogo norteafricano cuyo deseo era transformarse en montaña para abrazar el cielo.

## Etimología
El uso de la palabra «atlas» en un contexto geográfico data de 1595, cuando el geógrafo germano-flamenco Gerardus Mercator publicó Atlas Sive Cosmographicae Meditationes de Fabrica Mundi et Fabricati Figura. («Atlas o meditaciones cosmográficas sobre la creación del universo y el universo creado»). Este título proporciona la definición de Mercator como una descripción de la creación y la forma de todo el universo, no simplemente como una colección de mapas. El volumen que se publicó póstumamente un año después de su muerte es un texto amplio pero, a medida que evolucionaron las ediciones, se convirtió simplemente en una colección de mapas y es en ese sentido en el que se utilizó la palabra a partir de mediados del siglo XVII. El neologismo acuñado por Mercator era una muestra de su respeto por el Titán Atlas, el «Rey de Mauretania», a quien consideraba el primer gran geógrafo.

## Tipos de atlas
Los atlas se pueden clasificar de acuerdo a determinadas características:
Según su extensión:
- Universales (Mundiales)
- Nacionales
- Regionales
- Comarcales
- Locales

Según el tipo de información:
- Geográficos
- Temáticos

Según el soporte en que se presentan:
- Impreso sobre papel.
- Sobre soportes electrónicos o en la web

## Atlas importantes a lo largo de la historia
La Geographia o Cosmographia de Ptolomeo se ilustró frecuentemente, con mayor o menor riqueza, en numerosas copias manuscritas. Con la invención de la imprenta también se hicieron ediciones impresas de esta obra, ilustradas con mapas grabados en número variable. Entre ellas puede mencionarse la realizada en Roma en 1507, la primera hecha tras los descubrimientos de españoles y portugueses, ilustrada con un mapamundi del cartógrafo neerlandés Johann Ruysch, o la de Estrasburgo de 1513, en la que participaron los cosmólogos del Gymnasium Vosagense encabezados por Mathias Ringmann que habían dado nombre a «América», con mapas dibujados por Martin Waldseemüller, entre ellos uno célebre, la Tabula Terre Nove.
En 1519 Fernández de Enciso publica en Sevilla su Suma de la Geographia, donde, con escasos grabados y sobre todo mediante escritos, hace una descripción del mundo conocido y le añade tablas con datos sobre la inclinación del Sol. Fue sin embargo Antonio Lafreri, impresor francés establecido en Roma, el primero en reunir, en 1570, una colección de mapas con un título común, empleando la figura de Atlas en la portada, por lo que sus colecciones de mapas, cada una distinta, se conocerán como Atlas Lafreri, dando nombre a este género de publicaciones.

## Atlas históricos destacados
Entre los atlas producidos a lo largo de la historia se destacan
Siglo XVI
- Theatrum Orbis Terrarum (Abraham Ortelius, Países Bajos, 1570-1612) -  considerado como el primer atlas moderno. Es obra de Abraham Ortelius y fue editado por primera vez el 20 de mayo de 1570, en Amberes (Bélgica).
- Speculum Orbis Terrarum (Gerard de Jode, Amberes, 1578).
- Speculum Orbis Terrae (Cornelis de Jode, Amberes, 1593) es un atlas continuación y ampliación del atlas que su padre, Gerard de Jode, había dejado incompleto a su muerte en 1591. Los mapas de los Jode se consideran generalmente superiores a los de Ortelius por la limpieza de su estilo y la calidad de los detalles.
- Théâtre de France (Maurice Bougereau, París, 1594).
- Mapa de Piri Reis (Piri Reis, 1513. Publicado en 1523 como parte de su obra el Libro de las Materias Marinas) -  es un fragmento de un mapa elaborado por el almirante y cartógrafo otomano Piri Reis en 1513.  en los márgenes detalla sus fuentes: un mapa de Cristóbal Colón, encontrado en un barco español apresado en 1501, y cuatro mapas portugueses más recientes. Además contó con los informes de un marino que había participado en los primeros viajes colombinos, posteriormente capturado por su tío, que lo había hecho su esclavo. Por contener aparentes representaciones de tierras entonces desconocidas y a raíz de los propios escritos de Reis indicando que otras de sus fuentes habían sido "los antiguos reyes del mar", ha suscitado gran interés como «enigma». Es, por otro lado, el mejor testimonio de los mapas que dibujó Colón de las tierras por él descubiertas, de los que tan sólo se ha conservado un pequeño boceto del norte de La Española.

Siglo XVII
- Atlas Novus (Willem Blaeu, Países Bajos, 1635-1658).
- Dell'Arcano del Mare (Inglaterra/Italia, 1645-1661).
- Atlas Maior (Blaeu, Países Bajos, 1662-1667) - la versión final publicada del Atlas Maior contenía 594 mapas en once volúmenes (Edición en latín: Geographia qvæ est cosmographiæ Blavianæ), y es el libro más grande y caro publicado en el siglo diecisiete.
- Cartes générales de toutes les parties du monde (France, 1658-1676).
- Descripción de España y de las costas y puertos de sus reinos, Pedro Texeira, 1634.
- Atlante Veneto   (Vincenzo Maria Coronelli, Venecia, 1690-1701) - atlas muy completo publicado por el geógrafo jesuita Vincenzo Maria Coronelli. Es una obra monumental publicada en trece folios y brindaba gran cantidad de detalles que abarcaban a los cartógrafos y geógrafos antiguos y modernos, junto con información astronómica e histórica. Estos mapas están grabados en un estilo claro e impresos en papel blanco de calidad.

Siglo XVIII
- Britannia Depicta (Londres, 1720).
- Atlas Nouveau (Ámsterdam, 1742).
- Cary's New and Correct English Atlas (Londres, 1787).

Siglo XIX
- Stielers Handatlas (Alemania, 1817-1944).
- Andrees Allgemeiner Handatlas (Alemania, 1881-1939).
- Rand McNally Atlas (Estados Unidos, 1881-presente).
- Times Atlas of the World (Reino Unido, 1895-presente).

Siglo XX:
- Atlante Internazionale del Touring Club Italiano (Italia, 1927–1978)
- Atlas Linguisticus (Austria, 1934)
- Atlas Mira (Unión Soviética/Rusia, 1937–a la fecha)
- Geographers' A–Z Street Atlas (Reino Unido, 1938–a la fecha)
- Gran Atlas Aguilar (España, 1969/1970)
- The Historical Atlas of China (China)
- Atal de National Geographic del Mundo (Estados Unidos, 1963–a la fecha)
- Pergamon World Atlas (1962/1968)